# Оксид палладия(IV)
Оксид палладия(IV) — неорганическое соединение, 
окисел металла палладия  с формулой PdO2,
чёрные кристаллы,
не растворяется в воде,
образует гидраты.

## Получение
- Действие щёлочи на гексахлоропалладат(IV) калия:

{\displaystyle {\mathsf {K_{2}[PdCl_{6}]+4KOH\ {\xrightarrow {}}\ PdO_{2}\cdot 2H_{2}O\downarrow +6KCl}}}
- Окисление озоном тетрахлоропалладата(II) калия в щелочной среде:

{\displaystyle {\mathsf {K_{2}[PdCl_{4}]+O_{3}+2KOH+H_{2}O\ {\xrightarrow {}}\ PdO_{2}\cdot 2H_{2}O\downarrow +4KCl+O_{2}\uparrow }}}

## Физические свойства
Оксид палладия(IV) образует чёрные кристаллы.
Образует гидраты состава PdO2•2H2O — тёмно-красный порошок.

## Химические свойства
- Разлагается при нагревании:

{\displaystyle {\mathsf {2PdO_{2}\ {\xrightarrow {200^{o}C}}\ 2PdO+O_{2}}}}